# Galeandra chapadensis
Galeandra chapadensis är en orkidéart som beskrevs av Marcos Antonio Campacci. Galeandra chapadensis ingår i släktet Galeandra och familjen orkidéer. Inga underarter finns listade i Catalogue of Life.